# Guvernoratul Ierusalim
Guvernoratul Ierusalim (Arabă: محافظة القدس) este unul dintre guvernoratele Autorității Palestiniene, aflat în centrul Cisiordania. Capitala sa revendicată este Ierusalimul de Est. 
Conform Biroului Central de Statistică Palestinian (BCSP), guvernoratul se întinde pe o suprafață de 331,6 km pătrați, iar în anul 2005 avea o populație de 429,500 locuitori.

## Politică
Ierusalimul de Est este guvernat practic de Statul Israel, după ce acesta a luat teritoriul din posesia Iordaniei în urma Războiul de Șase Zile din 1967.

Harta Ierusalimului de Est

## Localități

### Orașe
- Abu Dis
- al-Eizariya
- ar-Ram

### Municipalități
- Biddu
- Beit 'Anan
- Bir Nabala
- Hizma
- Kafr Aqab
- Qatanna

### Consilii sătești
- 'Anata
- Arab al-Jahalin
- Beit 'Anan
- Beit Duqqu
- Beit Hanina
- Beit Iksa
- Beit Sirik
- Jaba'
- al-Jib
- al-Judeira
- Kalandia
- Mikhmas
- Rafat
- as-Sawahira ash Sharqiya
- az-Za'ayyem

### Cartierele Ierusalimului de Est
- Abu Tor
- Beit Hanina
- Beit Safafa
- Isawiya
- Jabal Mukabar
- Orașul Vechi
- Ras al-Amud
- Sheikh Jarrah
- Shu'fat
- Silwan
- Sharafat
- Sur Baher
- at-Tur
- Umm Tuba
- Wadi al-Joz
- al-Walaja (parte a guvernoratului Betleem și a Ierusalimului de Est)